# Corinne ou l'Italie
Pour les articles homonymes, voir Corinne.
Corinne ou l'Italie est un roman de l'écrivaine genevoise et française Germaine de Staël paru en 1807. Il relate une histoire d'amour entre une poétesse italienne, Corinne, et Lord Oswald Nelvil, un noble anglais. Le roman contient de nombreuses informations et réflexions au sujet de l'Italie, de son histoire, de sa culture et des mœurs de ses habitants. Influencé par la pensée des Lumières, le roman s'inscrit également dans le courant du romantisme français alors naissant.

## Élaboration de l'œuvre
Madame de Staël s'intéresse à l'Italie de longue date, notamment par l'intermédiaire d'amitiés avec des artistes, diplomates ou réfugiés politiques italiens et par ce que lui en rapportent plusieurs de ses amis proches qui y voyagent (Bonstetten, Sismondi, Wilhelm von Humboldt). En 1802, elle hésite à y partir en voyage, mais opte finalement pour l'Allemagne qui l'attire plus immédiatement par ses liens directs avec ses combats intellectuels et politiques. Peu après avoir été exilée hors de France par Napoléon Ier en octobre 1803 en raison de son opposition politique à peine masquée au Premier Empire, elle entame son traité De l'Allemagne. Mais début février 1804, elle assiste à une représentation de l'opéra La Saalnix. L'opéra raconte l'amour impossible entre une nymphe et un chevalier qui l'abandonne en la découvrant immortelle, donc trop supérieure à lui, et qui préfère se marier à une simple mortelle. Madame de Staël conçoit alors une idée de roman qui l'amène à s'interrompre dans la préparation de De l'Allemagne pour commencer l'écriture de Corinne ou l'Italie. 
Un antécédent de Corinne - relevé par Philippe Godet - est Calixte de Mme de Charrière, parue 20 ans plus tôt, que Mme de Staël avait appréciée: «Exilées l’une et l’autre de la vie domestique, Calixte et Corinne sont sœurs par la même souffrance: l’abandon d’un homme qui ne sait pas aimer assez.»
Dans le cadre de son travail préparatoire pour Corinne, Madame de Staël effectue un voyage en Italie à partir de décembre 1804. L'ordre de ses étapes en Italie inspire en partie les étapes du voyage de Corinne et d'Oswald. Voyageant en compagnie de ses trois enfants et de leur précepteur Wilhelm Schlegel, elle visite Rome, Turin où son ami l'historien suisse Sismondi se joint à elle, Milan où elle passe une vingtaine de jours chez le poète Vincenzo Monti alors célèbre, puis elle traverse les Marches, Ancône et Lorette avant d'arriver à Rome pendant une crue du Tibre le 3 février 1805 ; elle y reste deux semaines. Madame de Staël visite ensuite avec enthousiasme la Campanie, la côte, le Vésuve et Naples, avant de revenir à Rome le 13 mars où elle assiste aux célébrations de la semaine sainte. En mai, elle visite Florence et Venise, avant de repasser par Milan début juin puis de rentrer en Suisse dans son château de Coppet. Tout au long du voyage, Madame de Staël accumule des notes de voyage dans plusieurs carnets dont une partie a été conservée : elle s'y intéresse aussi bien aux paysages et aux monuments qu'aux Italiens et à leurs coutumes, et elle consigne des idées éparses qu'elle assemblera ensuite. Plusieurs épisodes du roman lui sont inspirés par des événements auxquels elle a réellement assisté : un vaisseau de guerre anglais dans la baie de Naples, une épidémie de peste qui sévit non loin de là par où elle passe, les carnavals et les cérémonies religieuses.

## Synopsis
Corinne ou l'Italie se divise en 20 livres eux-mêmes divisés en chapitres.

### Livre I: Oswald
L'intrigue commence pendant l'hiver de 1794 à 1795. Lord Oswald Nelvil, pair d'Écosse, part en voyage en Italie sur le conseil de ses médecins et de ses amis afin de surmonter des problèmes de santé causés en partie par un deuil difficile, celui de son père. Oswald se considère comme coupable de la mort de son père, car il lui a causé de graves inquiétudes pour des raisons qui ne sont pas dites en détail au début du roman et il n'a pas su le rejoindre à temps pour le rassurer et obtenir son pardon avant sa mort. Hanté par son deuil et sa culpabilité, Oswald peine à retrouver goût à la vie. Engagé dans l'armée, il attend la mobilisation de son régiment, qui ne vient pas, et résout de voyager en Italie dans l'intervalle. Il fait d'abord la rencontre du comte d'Erfeuil, un Français qui a émigré pour fuir la Révolution. Spirituel et très loquace, le comte d'Erfeuil distrait un peu Oswald de sa mélancolie, bien qu'il se révèle peu à peu assez égoïste. Tous deux voyagent en Italie et parviennent à Rome par un temps morne et lugubre. 

### Livre II: Corinne au Capitole
Le lendemain, à son réveil, Oswald trouve la ville en fête : on s'apprête à couronner au Capitole la poétesse Corinne, la plus célèbre artiste du pays. Intrigué, Oswald se rend à la cérémonie festive et se passionne de façon inattendue pour la poétesse et pour sa poésie, car son talent est éclatant. 

### Livre III: Corinne

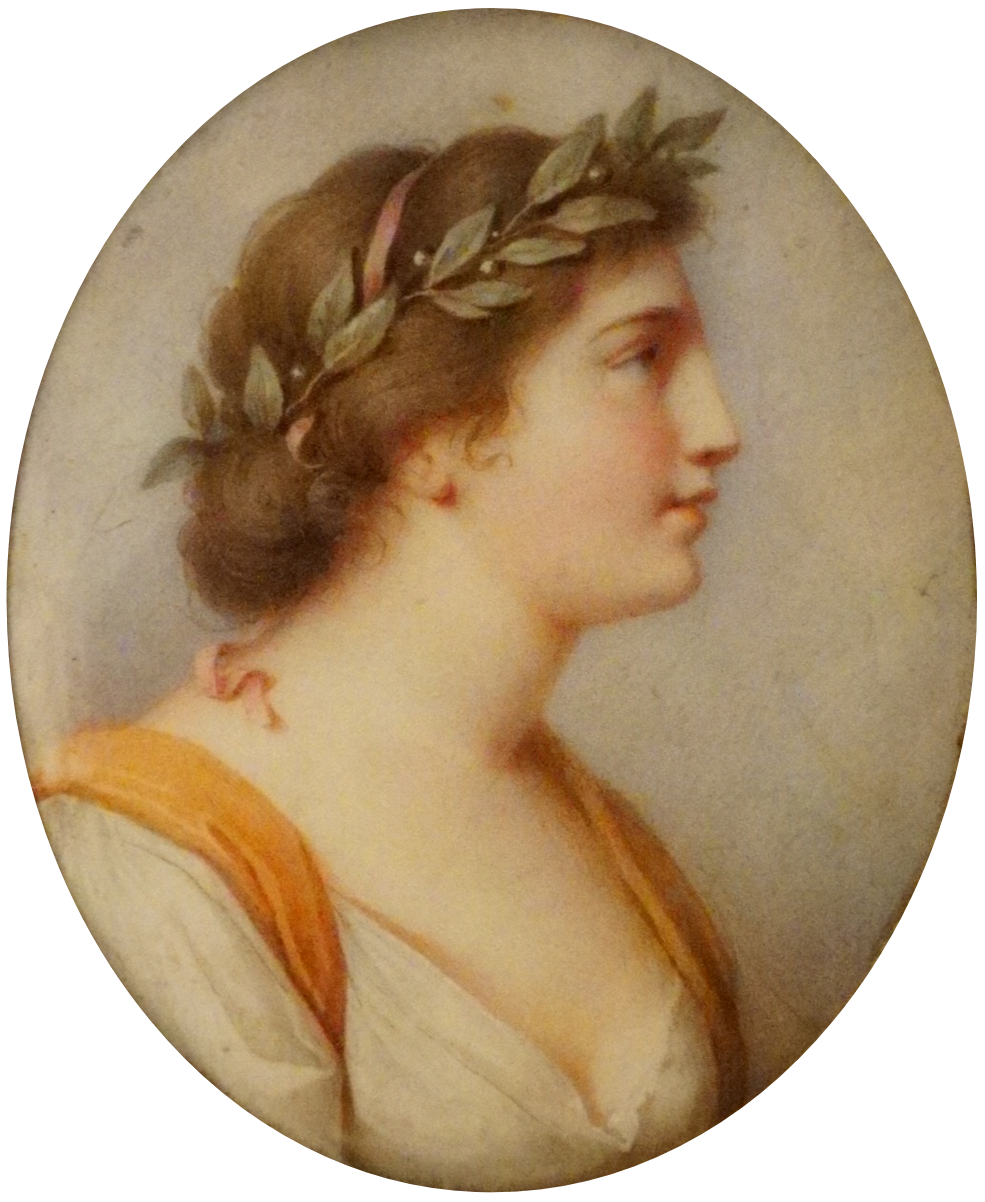
Portrait de l'héroïne Corinne de Germaine de Staël par Louis-Ami Arlaud-Jurine (vers 1807), conservé au musée Correr de Venise.

Grâce à l'entremise d'Erfeuil, Oswald peut rencontrer Corinne dans le salon littéraire qu'elle tient chez elle à Rome. Il rencontre également le prince Castel-Forte, le meilleur ami de Corinne. Corinne se prend d'intérêt pour Oswald. Le comte d'Erfeuil, un peu jaloux de leur proximité au début, se désintéresse rapidement de la poétesse. Oswald entend Corinne improviser chez elle pour ses amis et se trouve de plus en plus séduit, en dépit des réserves que lui inspire son habitude des coutumes anglaises, où les femmes ne peuvent pas mener ce genre de vie et se doivent de conserver davantage de réserve.

### Livres IV à X: les visites dans Rome
Corinne se propose de faire visiter Rome à Oswald et tous les deux échangent leurs réflexions sur l'Italie, l'Angleterre et les différences entre ces deux pays. Chacun des deux tombe amoureux de l'autre, mais chacun semble avoir des raisons profondes pour craindre ses propres sentiments, ce qui les empêche d'être heureux. 

### Livres XI à XIII: le séjour à Naples et l'histoire d'Oswald
Corinne et Oswald partent pour un séjour de quelques jours à Naples, où ils visitent la ville et la campagne environnante. Oswald peine à surmonter le deuil de son père et est hanté par l'idée que ce dernier aurait désapprouvé son amour. Corinne, de son côté, veut conserver la vie libre, indépendante et consacrée aux arts qu'elle a réussi à construire à Rome, et elle redoute la perspective d'aller en Angleterre avec Oswald, au risque de devoir se plier aux exigences anglaises envers les femmes mariées, censées se consacrer aux tâches domestiques.
Peu à peu, Oswald et Corinne se dévoilent l'un à l'autre et se révèlent les secrets de leur passé qui risquent de les séparer. Oswald confie son histoire à Corinne : par le passé, au cours d'un séjour en France, il est tombé amoureux d'une jeune Française, madame d'Arbigny. Celle-ci, quoique animée par des sentiments sincères à son égard, recourt à toutes les ruses pour le manipuler afin de le retenir en France, y compris après les débuts de la Révolution française qui rendent la position de Lord Nelvil périlleuse. Quand Oswald est rappelé en Angleterre par son père et pressent que celui-ci a de sérieux problèmes de santé, Madame d'Arbigny lui annonce qu'elle est enceinte. Oswald est sur le point de l'épouser par honneur, quand il se querelle avec un ami et soupirant de madame d'Arbigny, le comte Raimond, personnage immoral qui finit par lui jeter la vérité à la figure : elle et lui manipulent Oswald depuis le début. Oswald et le comte se battent en duel, Oswald blesse le comte et part pour l'Angleterre. Par malheur, son père est déjà mort dans l'intervalle, d'où la culpabilité qui poursuit Oswald depuis ces événements. Oswald révèle également à Corinne que son père lui avait conseillé d'épouser la fille d'un de ses amis, Lucile Edgermond. Cette révélation fait forte impression sur Corinne.
Corinne et Oswald se promènent ensuite dans les environs du Vésuve. Le cratère et le spectacle de la lave donnent un mauvais pressentiment à Corinne.

### Livres XIV et XV: le voyage à Venise, l'histoire de Corinne et le départ d'Oswald

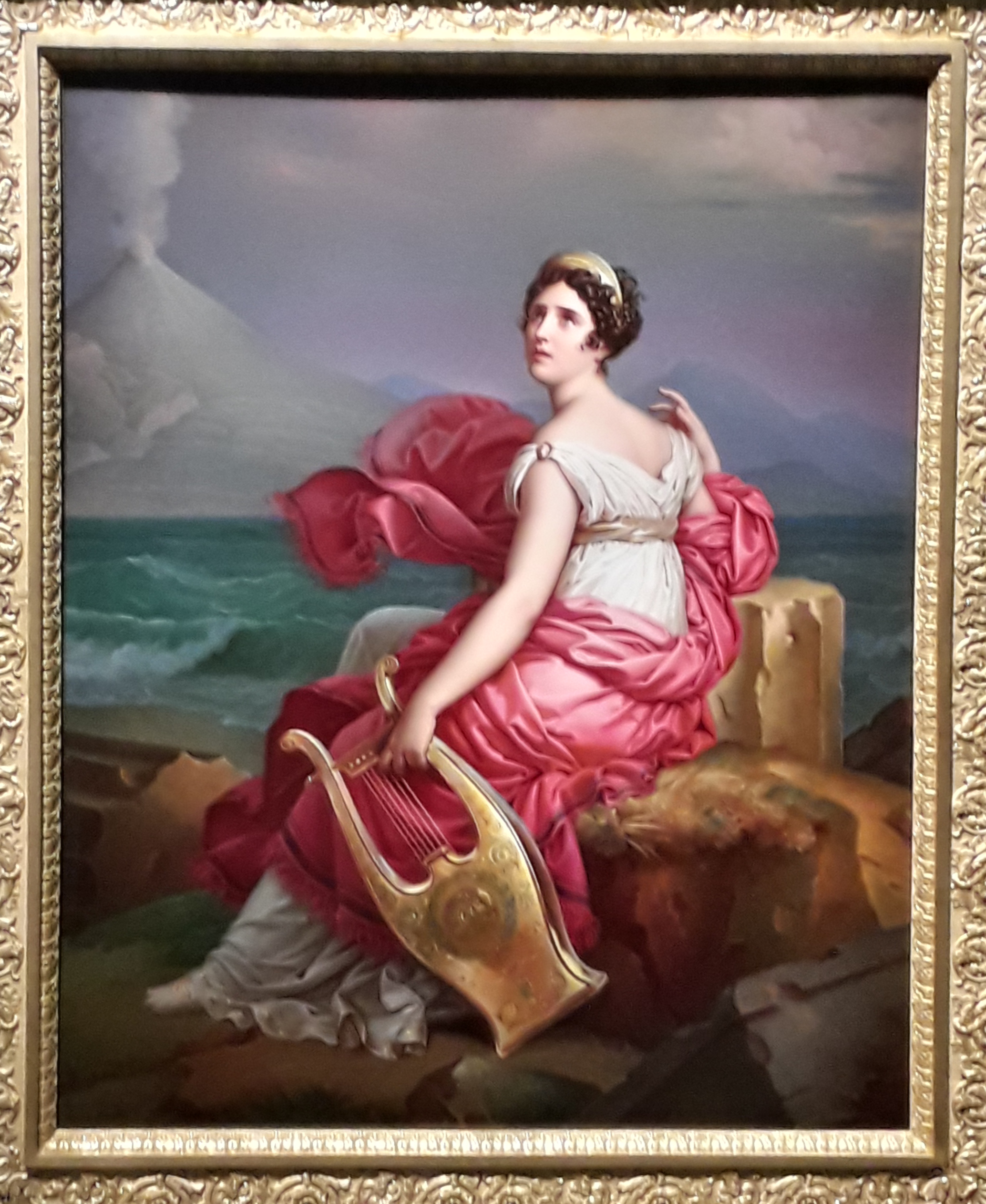
Marie-Victoire Jaquotot, Corinne au cap Misène (d'après François Gérard), 1825. Peinture sur porcelaine. Manufacture de Sèvres.

Corinne, à son tour, révèle son histoire par écrit à Oswald. Elle est en réalité la sœur de Lucile Edgermond. Elle a grandi en Italie avant d'en être arrachée pour venir vivre avec la nouvelle épouse de Lord Edgermond. Ce dernier est souvent absent et s'occupe peu de ses enfants. Lady Edgermond fait tout pour couper Corinne de ses attaches italiennes et pour l'empêcher d'exercer ses talents artistiques, car elle est persuadée qu'une femme anglaise doit se consacrer exclusivement à l'entretien de sa maison et au bien-être de son mari. Corinne dépérit et s'ennuie à mourir dans la province anglaise retirée où elle trouve la vie monotone et creuse. Après quatre ans, les relations entre Corinne et Lady Edgermond atteignent un stade critique, au point que Corinne laisse échapper qu'elle a envie de s'enfuir pour vivre une vie indépendante. Lady Edgermond lui déclare alors qu'elle en a toute liberté puisqu'elle est riche, mais qu'elle se devrait de passer pour morte afin de préserver sa famille de la honte publique inspirée par une telle vie de femme artiste. Indignée, Corinne finit par mettre à exécution son projet de fuite, avec l'aide de sa servante Thérésine. Elle se fait passer pour morte, embarque pour l'Italie et adopte un nom inspirée par la poétesse grecque antique Corinne. Corinne révèle enfin à Oswald que le père de ce dernier avait songé à elle comme future épouse pour son fils, mais qu'à l'époque il a fini par changer d'avis au profit de Lucile. Oswald déclare que tôt ou tard il devra retourner en Angleterre afin de comprendre les raisons qui avaient amené son défunt père à ne pas vouloir lui donner Corinne en mariage, et que, selon la solidité de ces raisons, il se conformera ou non à l'avis de son père. Dans l'intervalle, il promet de rester au moins trois mois auprès de Corinne.
Sur le chemin du retour à Rome, Oswald et Corinne sont plus amoureux l'un de l'autre que jamais. Lord Nelvil est plusieurs fois sur le point de demander Corinne en mariage, et il lui jure de ne jamais l'abandonner. Corinne, priée de participer à un opéra bouffe, La Fille de l'air, puise dans son bonheur pour camper un personnage de fée charmante et toute-puissante. Mais pendant le spectacle, Oswald reçoit l'ordre de mobilisation de son régiment en Angleterre. Il apprend également que le bruit de sa relation avec Corinne est arrivé en Angleterre et que des rumeurs malveillantes circulent au sujet de la poétesse. Tous deux sont désespérés, mais Corinne finit par se résoudre au départ d'Oswald.

### Livre XVI: Oswald en Angleterre
De retour en Angleterre, Oswald Nelvil trouve son régiment immobilisé car le départ a été différé sans date précise. Incapable de s'occuper autrement, il se rend dans la demeure des Edgermond afin de convaincre lady Edgermond de ne plus laisser Corinne passer pour morte et de la reconnaître comme sa fille. Il revoit à cette occasion Lucile Edgermond dont la beauté et la timidité le charment. Lady Edgermond oppose une fin de non recevoir complète aux demandes d'Oswald et lui apprend qu'une lettre de son père, où il expliquait les raisons pour lesquelles il ne voulait pas de Corinne comme épouse pour Oswald, a été remise à un ancien ami de son père, M. Dickson. En quittant le domaine des Edgermond, Oswald voit Lucile qui l'observe à la dérobée et en éprouve de l'émotion. Peu après, parti se promener en forêt, il rencontre M. Dickson. Ce dernier lui fait lire la lettre où le père d'Oswald analyse les caractères des deux filles Edgermond et juge celui de Lucile plus approprié à Oswald que celui de Corinne : il craint en effet que Corinne ne puisse jamais être heureuse en Angleterre et n'amène Oswald à s'éloigner de sa patrie. Bouleversé, Oswald revoit lady Edgermond et Lucile plusieurs fois et finit par renoncer à son mariage avec Corinne, mais sans vouloir épouser Lucile pour autant : il est déterminé à rester célibataire pour le moment. Il continue à réclamer que lady Edgermond reconnaisse Corinne pour sa fille.

### Livre XVII: Corinne en Écosse
Oswald écrit plusieurs fois à Corinne, qui devine ses hésitations à travers ses lettres. Dévorée par le manque et l'anxiété, elle finit par s'embarquer précipitamment pour l'Angleterre, en pressentant que ce voyage ne lui apportera aucun réconfort. Elle finit par le voir plusieurs fois en compagnie de lady et Lucile Edgermond, d'abord à l'opéra, puis lors d'un défilé militaire. Les regards et les prévenances d'Oswald envers Lucile convainquent Corinne qu'il l'a oubliée au profit de sa sœur et elle commence à désespérer, d'autant qu'elle n'ose pas rivaliser en amour avec sa propre sœur cadette, qu'elle a pratiquement élevée comme une mère pendant son enfance. Elle enferme dans une enveloppe l'anneau qu'Oswald lui a donné et n'écrit que les mots : Vous êtes libre afin de le libérer de tout engagement envers elle, mais elle n'ose pas encore lui remettre la lettre. Corinne suit Oswald en Écosse jusque dans le domaine des Edgermond, où lady Edgermond donne un bal qu'Oswald ouvre en dansant avec Lucile. Mortifiée, Corinne est plusieurs fois sur le point de se montrer à Oswald mais n'ose jamais. Elle observe Lucile se recueillir sur la tombe de leur père et décide de s'effacer en sa faveur. Elle fait remettre la lettre contenant l'anneau à Oswald, en la confiant à un vieillard aveugle pour qu'Oswald ne sache pas qu'elle était venue en Écosse. Pendant ce temps, Oswald, sans nouvelles de Corinne qui n'a plus écrit depuis son arrivée en Angleterre, se croit oublié et tombe peu à peu amoureux de Lucile.

### Livre XVIII: le séjour à Florence
Plongée dans un abîme de chagrin, Corinne s'embarque pour l'Italie et séjourne seule à Florence, où elle est rejointe par son ami le prince Castel-Forte, qui ne parvient pas à la consoler. Elle visite les monuments de Florence et la galerie où sont exposées notamment les sculptures de Michel-Ange, mais n'y voit qu'un aliment supplémentaire à sa tristesse. Elle se désespère et ses forces déclinent ; elle ne parvient plus  à retrouver son inspiration artistique de naguère et n'écrit que des fragments plaintifs épars.

### Livre XIX: le retour d'Oswald en Italie
Oswald épouse Lucile Edgermond, puis part pour les îles avec son régiment où il s'illustre pendant quatre ans par une grande bravoure. Dans l'intervalle, Lucile met au monde une fille, Juliette, qui ressemble beaucoup à Corinne. Oswald revient finalement sain et sauf auprès de Lucile. Mais tous deux n'expriment pas franchement leurs émotions et leurs pensées l'un envers l'autre. Oswald juge Lucile froide et distante, alors qu'elle l'aime mais a été éduquée à très peu montrer ses émotions. Oswald rencontrant des problèmes de santé, ses médecins lui conseillent à nouveau un voyage en Italie, que Lucile accepte à la  grande surprise d'Oswald. Ce dernier ne peut pas s'enlever l'envie de revoir Corinne et les nouvelles inquiétantes qu'il apprend à son sujet le renforcent dans cette conviction. Lors d'une visite de la galerie de Bologne, Lucile fait comprendre à Oswald qu'elle en sait plus qu'il ne pense sur sa relation avec Corinne, et Oswald lui promet de ne jamais l'abandonner en dépit des sentiments qui lui restent pour Corinne.

### Livre XX: Conclusion
Oswald apprend par le prince Castel-Forte que Corinne est gravement affaiblie. Elle refuse cependant de le voir, mais demande à voir leur fille. Corinne passe ses dernières semaines à instruire Juliette comme pour lui transmettre ses talents en poésie, en musique, en dessin et en italien. Excédée par l'influence que Corinne conserve sur Oswald et sur Juliette, Lucile finit par aller la voir dans l'intention de lui intimer l'ordre de rompre tout contact avec eux ; mais, conquise par le tempérament supérieur de Corinne, Lucile s'incline et les deux sœurs se réconcilient. Corinne résout de donner une ultime performance poétique, non plus une improvisation puisqu'elle n'en a plus la force, mais un chant à partir de ses derniers écrits. Oswald, Lucile et Juliette y assistent avec émotion. Corinne expire peu après. Oswald assiste à ses funérailles, puis retourne vivre auprès de Lucile.

## Postérité

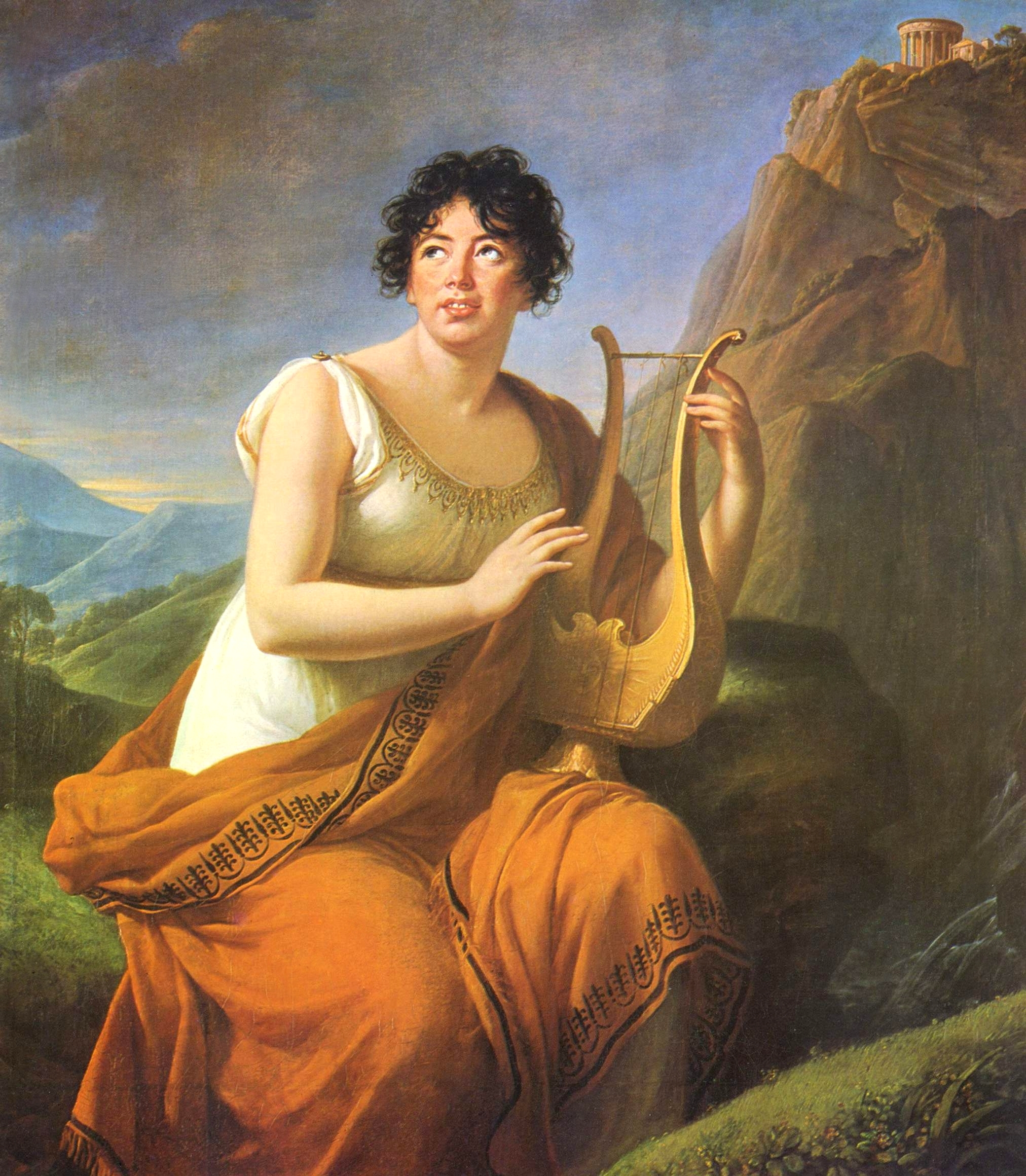
Portrait de Madame de Staël en Corinne, par Élisabeth Vigée Le Brun (vers 1808-1809). Musée d'art et d'histoire de Genève.

### Littérature
Corinne a influencé  plusieurs auteurs postérieurs, dont la poétesse et essayiste britannique Elizabeth Barrett Browning (1806-1861).

### Peinture
Plusieurs tableaux peints au début du XIXe siècle s'inspirent de Corinne. Élisabeth Vigée Le Brun peint Madame de Staël en Corinne vers 1808-1809. Le peintre français François Gérard peint entre 1819 et 1821 un tableau inspiré du roman et intitulé Corinne au Cap Misène, où il représente l'auteure du roman, madame de Staël, habillée en Corinne.

### Musique
En 1825, le compositeur italien  Gioachino Rossini compose un opéra bouffe intitulé Il viaggio a Reims (en français Le Voyage à Reims ou l'Hôtel du Lys d'or), sur un livret de Luigi Balocchi, dont le sujet s'inspire du roman de Madame de Staël. L'opéra est créé le 19 juin 1825 au Théâtre-Italien de Paris.

### Éditions critiques
- Madame de Staël, Corinne ou l'Italie, édition de Simone Balayé, Paris, Gallimard, 1985, réédition dans la coll. "Folio classique" n°1632, 640 p.  (ISBN 978-2-07-037632-2)
- Madame de Staël, Œuvres complètes, série II. Œuvres littéraires, tome III. Corinne ou l'Italie. Texte établi, présenté et annoté par Simone Balayé, Paris, Honoré Champion, collection « Textes de littérature moderne et contemporaine », 2000.
- (it) Madame de Staël, Corinna o l'Italia, traduction italienne par Anna Eleanor Signorini et Michele Rak, Milan, Oscar Mondadori nº626, 2006,  (ISBN 978-88-04-55889-7)

### Livre audio
- Corinne ou l'Italie, lu par Françoise Fabian, éditions des femmes, 1984 (CD audio).

### Ouvrages et articles savants
- James Harriman-Smith, « Une tragédie possible : Corinne, ou l’Italie et Roméo et Juliette », Études françaises, vol. 51, no 1,‎ 2015, p. 125-140 (lire en ligne).
- Geneviève Lafrance, « De la reconnaissance comme aveu : anagnorisis et sacrifice mémoriel dans Corinne ou l'Italie de Mme de Staël », SVEC, no 12, 2006, p. 261-267.  (ISSN 0435-2866)  (ISBN 0 7294 0886 8)
- Geneviève Lafrance, « Une “innocente ruse” de Corinne ? Histoire et stratégie d’oubli chez Madame de Staël », Annales Benjamin-Constant, nos 31-32, 2007, p. 177-188.
- Corinne ou l’Italie de madame de Staël, poétique et politique, Éditions du temps, 1999.
- Jean-Pierre Perchellet, Un deuil éclatant du bonheur. Corinne ou l'Italie de Madame de Staël, Orléans, Paradigme, 1999.
- François Rosset, « Poétique des nations dans Corinne », dans C. Planté, C. Pouzoulet et A. Vaillant (eds.), Une mélodie intellectuelle. Corinne ou l'Italie de Germaine de Staël, Montpellier, Presses de l'Université Paul Valéry-Montpellier III, p.  139-158, 2000.
- F. Simone, « La littérature italienne dans Corinne », dans Madame de Staël et l'Europe, actes du colloque de Coppet (juillet 1966), Paris, Klincksieck, 1970, p. 289-300.
- Winfried Wehle, « Trauma et Éruption : La Littérature comme mise en scène de l'inconscient. Réflexions sur Corinne ou l’Italie de Madame de Staël », Revue d'histoire littéraire de la France : revue trimestrielle, no 110, 2010, p. 35-64 (lire en ligne)
- Enzo Neppi, « Corinne ou l’Italie de Germaine de Staël. Les impasses de la rencontre culturelle et amoureuse entre les « nations » dans l’Europe du XIXe siècle », dans Aurélien Aramini et Elena Bovo (dir.), La pensée de la race en Italie : Du romantisme au fascisme, Besançon, Presses universitaires de Franche-Comté, 2018 (ISBN 978-2-84867-621-0, DOI 10.4000/books.pufc.5153 , lire en ligne), p. 23-38.